# Медаља за четрдесетогодишњицу владавине Николе I
Споменица четрдесетогодишњице владавине кнеза Николе 1900. године било је одликовање Књажевине Црне Горе. Установљена је 1900. године поводом четрдесет година владавине Николе I Петровића Његоша.

## Историјат
По узору на друге европске владаре, чија је дугогодишња владавина била обиљежена прославама јубилеја, организована је и у Црној Гори прослава 40-годишњице владавине кнеза Николе. Прославу је кнез Никола искористио за повећање владарског наслова. Док је његова ранија титулатура гласила: "Његово височанство књаз", од 1900. године носи наслов "Његово краљевско височанство књаз". О томе кнежеву чину круже различита мишљења. Једни сматрају да је то посљедица неумјерене таштине Николе I; у прилог томе говори недостатак логичног смисла саме титуле. Други мисле да су кнеза Николу на тај корак натјерале његове кћери
које су се удале за припаднике највећих владарских кућа, па им се чинило да њихов отац нема тако звучну титулу као други суверени. Трећи држе да није нужно истраживати узроке промјене титулатуре и притом констатују да је најважније у свему то што је Европа прихватила новост и честитала кнезу Николи јубилеј; тиме је његов углед учвршћен.
За прославу јубилеја наручене су код јувелира Мејера у Бечу пригодне споменице. Наруџба је послана прекасно, без назнаке основних елемената које такав посао захтијева, јер је почетком децембра 1900. (по јулијанском календару) Мејер писмено затражио кнежеву фотографију и додатна објашњења у вези с израдом медаље. На крају писма Мејер је закључио да се наруџба не може извршити до 6. (19.) децембра (Никољдана). Са Цетиња је одмах послано писмо с кнежевом фотографијом и прецизном наруџбом. Прва пошиљка јубиларних медаља предузећа Mavers's Soline Wien стигла је на Цетиње 15. (28.) децембра 1900.

## Изглед
Споменица има два степена: златни и сребрни. Златне медаље израђене су од позлаћене бронзе, а сребрне су заиста од сребра. На лицу медаље приказано је владарево попрсје у профилу улијево. Горе уз руб натпис: КЊЯАЬ
НИКОЛА I. Доље уз руб натпис:ГОСПОДАР ЦРНЕ ГОРЕ. У средини наличја су године: 1860- 1900; испод њих гесло: БОГ И ПРАВДА. Све уоквирује ловор-вијенац, испод чијег је врха петокрака звјездица која
зрачи, окренута наопако (два су крака горе, а један доље). Медаља је пречника38 мм, а носила се на траци исте ширине, црвено-плаво-бијеле боје.